# Garaeus flavipicta
Garaeus flavipicta là một loài bướm đêm trong họ Geometridae.